# Carlo Ferdinando của Hai Sicilie
Vương tử Carlo Ferdinando của Hai Sicilie, Thân vương xứ Capua (Tiếng Ý: Carlo Ferdinando, Principe di Borbone delle Due Sicilie, Principe di Capua; 10 tháng 11 năm 1811 - 22 tháng 4 năm 1862) là Thân vương xứ Capua, con trai thứ 2 của Vua Francesco I của Hai Sicilie và người vợ thứ hai María IÍabel của Tây Ban Nha. Ông đã không vâng lời hoàng gia mà lấy một phụ nữ thường dân làm vợ vào năm 1836, nên phải sống lưu vong cho đến khi qua đời. Anh trai của ông là Vua Ferdinando II của Hai Sicilie chưa bao giờ tha thứ cho hành động kết hôn trái luật hoàng gia của ông.

## Cuộc sống đầu đời
Carlo là con trai lớn nhất của Francis I của Hai Sicilia và người vợ thứ hai Maria Isabella của Tây Ban Nha. Phù phiếm và hướng ngoại hơn anh cả của mình là Vua Ferdinand II, ông là đứa con được cha mẹ yêu thích nhất. Ferdinand II phẫn nộ với sự thật đó và mối quan hệ giữa hai anh em trở nên căng thẳng.
Năm 19 tuổi, Carlo được phong làm Phó đô đốc. Từ tháng 3 đến tháng 6 năm 1829, chính phủ Napoli đưa ông ra ứng cử để nắm giữ ngai vàng Vương quốc Hy Lạp, nhưng đã thất bại trước sự phản đối của Hoàng thân Metternich, Tể tướng đại thần của Đế quốc Áo. Năm 1831, một lần nữa Carlo trở thành ứng cử viên của ngai vàng Vương quốc Bỉ. Khi còn trẻ, Thân vương xứ Capua đã thể hiện tính cách bồn chồn và yếu đuối trước những phụ nữ xinh đẹp. Vì anh trai của ông vẫn chưa có con, nên Carlo đã giữ một vị trí cao trong triều đình với tư cách là người thừa kế ngai vàng cho đến năm 1836.
Vào mùa đông năm 1835, Thân vương xứ Capua phải lòng Penelope Smyth, con gái út của Grice Smyth Esquire xứ Ballynatray (1762-1816). Waterford, Ireland, và là em gái của John Rowland Smyth, một người phụ nữ đẹp Anh-Ireland đến thăm Napoli. Ferdinand II đã cấm cuộc hôn nhân của họ, vì đó sẽ là một cuộc hôn nhân quý tiện kết hôn. Vào ngày 12 tháng 1 năm 1836, cặp đôi bỏ trốn. Ferdinand II tước bỏ thu nhập của em trai mình, tuyên bố việc Carlo rời đi là bất hợp pháp và cố gắng ngăn cản cuộc hôn nhân.
Vào ngày 12 tháng 3 năm 1836, Vua Ferdinand II của Hai Sicilia, đã ban hành một sắc lệnh ủng hộ quyết định năm 1829 của người cha quá cố của hai anh em, Vua Francis I của Hai Sicilia, rằng các thành viên thuộc hoàng tộc có huyết thống của vương quốc bất kể tuổi tác của họ đều phải được sự đồng ý của nhà vua để kết hôn, và các cuộc hôn nhân được thực hiện mà không có sự đồng ý này sẽ bị coi là vô hiệu.